# Genesis I
Genesis I – pierwszy, eksperymentalny, nadmuchiwany moduł orbitalny, zbudowany przez prywatną firmę – Bigelow Aerospace. Został wyniesiony na orbitę okołoziemską 12 lipca 2006 roku na pokładzie ukraińskiej rakiety Dniepr z silosu startowego w pobliżu miasta Jasnyj w Rosji. Porusza się po orbicie o parametrach (2012): inklinacja 64,5°, perygeum 517 km, apogeum 577 km, czyli znacznie wyżej niż Międzynarodowa Stacja Kosmiczna ISS. Okres obiegu Ziemi wynosi 96 minut.
W momencie startu upakowany moduł miał wymiary 4,4 m dł. x 1,6 m średnicy i wagę 1400 kg. Na orbicie, po nadmuchaniu jego wymiary wynoszą:
- długość – 4,4 m,
- średnica – 2,54 m,
- pojemność użytkowa – 11,5 m³.

Energii elektrycznej dostarcza 8 paneli baterii słonecznych. Wielowarstwowe ściany modułu o grubości 15 cm zbudowane są z bardzo wytrzymałego tworzywa sztucznego o nazwie Vectran.
Kolejny moduł, Genesis II, został wystrzelony na orbitę 28 czerwca 2007 roku.
Moduły Genesis są prototypami konstruowanego obecnie modułu mieszkalnego BA 330. Ich wystrzelenie i obecność na orbicie służy za test rozwiązań, które znajdą zastosowanie w module BA 330. Docelowo firma Bigelow Aerospace ma zamiar zbudować prywatną bazę orbitalną o nazwie CSS Skywalker, na bazie modułów BA 330.